# Claude de La Baume de Montrevel
Claude de La Baume (décédé après le 23 juillet 1541), seigneur du Mont-Saint-Sorlin, est un homme d'État franc-comtois (dit « bourguignon » à l'époque), maréchal et gouverneur du comté de Bourgogne (actuelle Franche-Comté).

## Biographie
Claude de La Baume est le troisième fils de Guy de La Baume, comte de Montrevel, et de Jeanne de Longwy. Il est le frère du cardinal et archevêque de Besançon, Pierre de La Baume,,,.
Claude détient les charges et les titres de seigneur de Chatenois, Presilly, Le Vesoux, Beaulieu, Montribloud, Beauregard, Pelapussins, Vernantois, Beffia et Crevencey, de bailli d'Amont, conseiller et chambellan de Charles Quint,,.
En 1517, il règle des différends avec son frère aîné Marc de La Baume, concernant les biens familiaux d'Attalens, d'Antilly et de Beauverney.
En 1529, il devient maréchal de Bourgogne et assiste l'année suivante au couronnement impérial de Charles Quint à Bologne,.
En décembre 1531, au chapitre de Tournai, il est fait chevalier de l'ordre de la Toison d'Or,.
Il acquiert les seigneuries de Presilly, Beaulieu, Beauregard, Pelapussins et d'autres, dans le comté de Bourgogne, appartenant à sa belle-sœur, Anne de Châteauvillain, comtesse de Montrevel,.
Le 23 juillet 1541, il rédige son testament à Arbois et meurt peu après,,. Il est enterré dans l'église Saint-Just d'Arbois.

## Famille
Le 30 août 1502, à Bourg-en-Bresse, Claude épouse en premières noces Claudine de Toulongeon, fille de Marc de Toulongeon, seigneur de Velpont, et d'Agnès de Beaufremont. De ce mariage, ils n'eurent aucun enfant,,,.
Le 28 décembre 1532, Claude épouse en secondes noces Guillemette d'Igny, fille de Clériadus d'Igny et Claire de Clermont,,,.
Ensemble ils ont pour enfants:
- François (décédé en 1565), comte de Montrevel, capitaine de Besançon et bailli d'Amont. Il épouse en 1548 Françoise de La Baume, fille de Jean de La Baume, comte de Montrevel, et d'Hélène de Tournon
- Claude (décédé en 1584), cardinal et archevêque de Besançon
- Perronne, épouse en 1560, Laurent II de Gorrevod, comte de Pont-de-Vaux
- Claudine, religieuse à Château-Chalon, puis abbesse à Saint-Andoche

En dehors de ses mariage, Claude a pour enfant :
- Pierre Prosper de La Baume, abbé de Bégard, puis évêque de Saint-Flour en Auvergne